# Parafia Matki Boskiej Częstochowskiej w Cheektowaga
Parafia Matki Boskiej Częstochowskiej w Cheektowaga (ang. Our Lady of Czestochowa Parish) – parafia rzymskokatolicka położona w Cheektowaga, w stanie Nowy Jork, Stany Zjednoczone.
Jest ona wieloetniczną parafią w diecezji Buffalo, z mszą św. w j. polskim dla polskich imigrantów.
Ustanowiona w 1922 roku i dedykowana Matce Boskiej Częstochowskiej.

## Szkoły
- Our Lady of Czestochowa School